# Ommatius hecale
Ommatius hecale är en tvåvingeart som beskrevs av Walker 1849. Ommatius hecale ingår i släktet Ommatius och familjen rovflugor. Inga underarter finns listade i Catalogue of Life.